# Parafia św. Marii Magdaleny w Pradze
Parafia św. Marii Magdaleny w Pradze - parafia Kościoła Starokatolickiego w Republice Czeskiej. Proboszczem parafii jest ks. prof. David R. Holeton. Nabożeństwa sprawowane są w niedzielę o godz. 10:00.
Nabożeństwa wa kaplicy św. Marii Magdaleny w Pradze sprawowane są od 1908 roku. Do 2004 roku kaplica należała do parafii św. Wawrzyńca w Pradze, następnie podjęto decyzję o utworzeniu odrębnej parafii.
W Pradze swoją siedzibę mają jeszcze starokatolicka parafia św. Wawrzyńca oraz parafia św. Klemensa.